# Gorges de la Roffla
 (novembre 2021).
Les gorges de la Roffla (Rofflaschlucht, Roflaschlucht) sont des gorges situées sur les communes de Sufers et d'Andeer, le long du Rhin postérieur, dans le canton des Grisons, en Suisse.

## Géographie

### Situation
Les gorges, hautes d'environ 50 mètres et longues d'environ 2 200 mètres, font partie du parc naturel régional Beverin.

### Géologie
Les gorges de la Roffla sont principalement constituées de dépôts morainiques, d'éboulis et de roche cristalline du Quaternaire, ainsi que du schiste et du gneiss du Pennsylvanien.

## Histoire

### Auberge Rofflaschlucht
La première auberge des gorges a été construite en 1639. Les tenanciers profitaient du commerce de marchandises qui passait sur un chemin muletier juste à côté des gorges.
Entre 1818 et 1823, de nouvelles routes, passant par les gorges, sont construites sur le col du Splügen et le col du San Bernardino.
En 1882, après l'ouverture du tunnel du Saint-Gothard, le trafic de marchandises s'effondre, donnant lieu à une baisse de l'économie ne permettant plus à l'auberge des gorges de survivre.

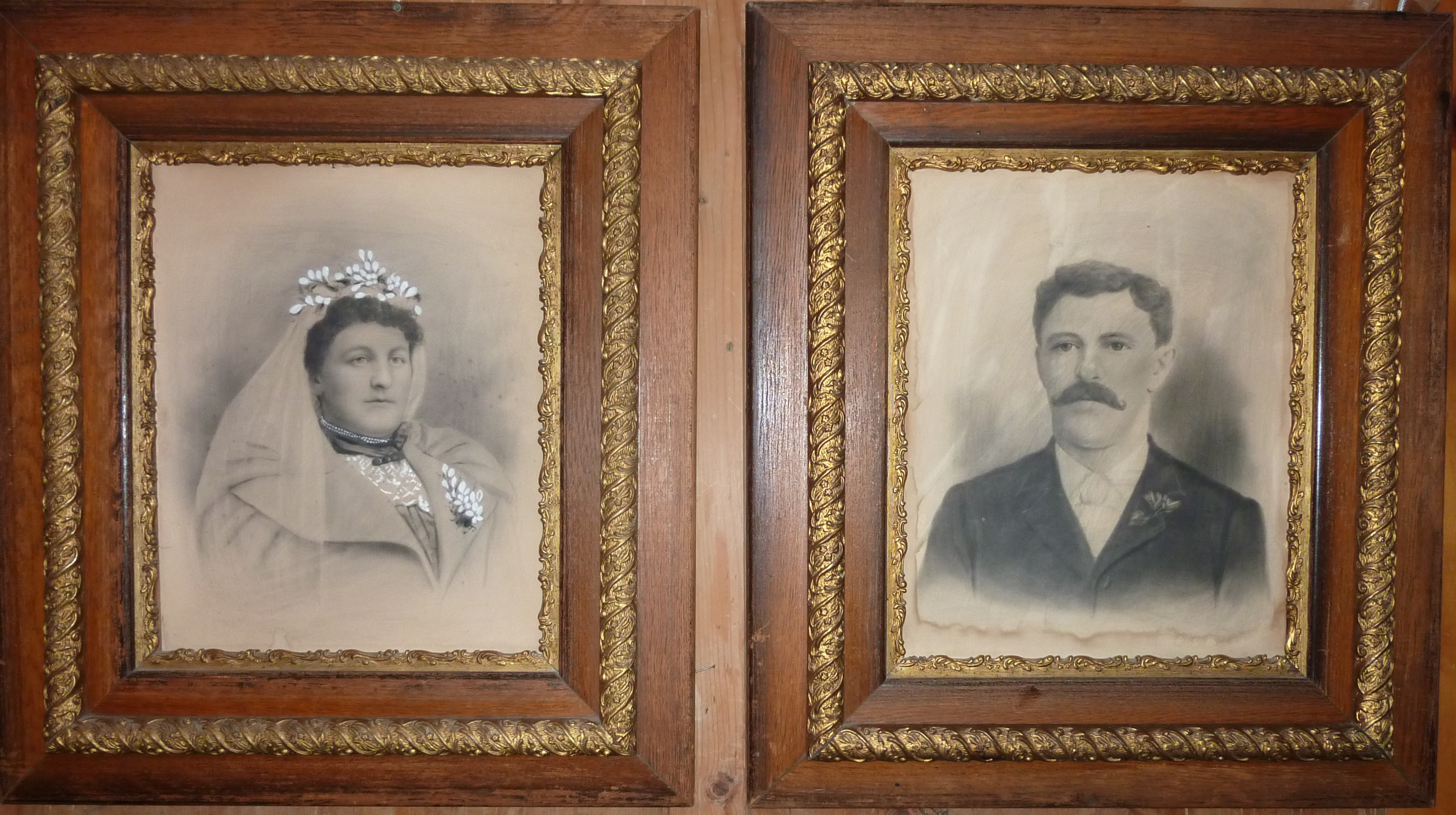
Maria et Christian Melchior-Pitschen.

À la fin du XIXe siècle, Maria Melchior-Pitschen et Christian Melchior-Pitschen quittent la Suisse pour l'Amérique, alors que les parents de Christian continuent à travailler dans l'auberge. Christian travaille comme serveur dans un restaurant situé à côté des chutes du Niagara, où il constate que le commerce fonctionne grâce aux touristes. Il décide donc de revenir dans le canton des Grisons pour rendre les gorges praticables. Entre 1907 et 1914, Christian, sa femme et ses enfants travaillent dur, en été comme en hiver, pour creuser une galerie, grâce à plus de 8 000 explosifs et des pioches.
Le tourisme reste malgré tout modeste, mais les Melchior-Pitschen réussissent tout de même à assurer l'existence de l'hôtel-restaurant existant encore aujourd'hui,. 

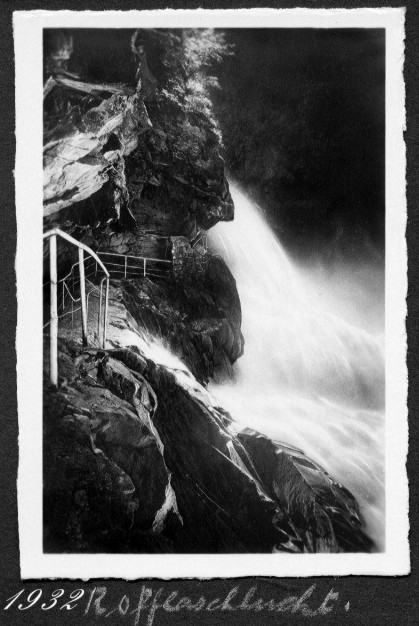
La chute de la Roffla et la galerie en 1932.
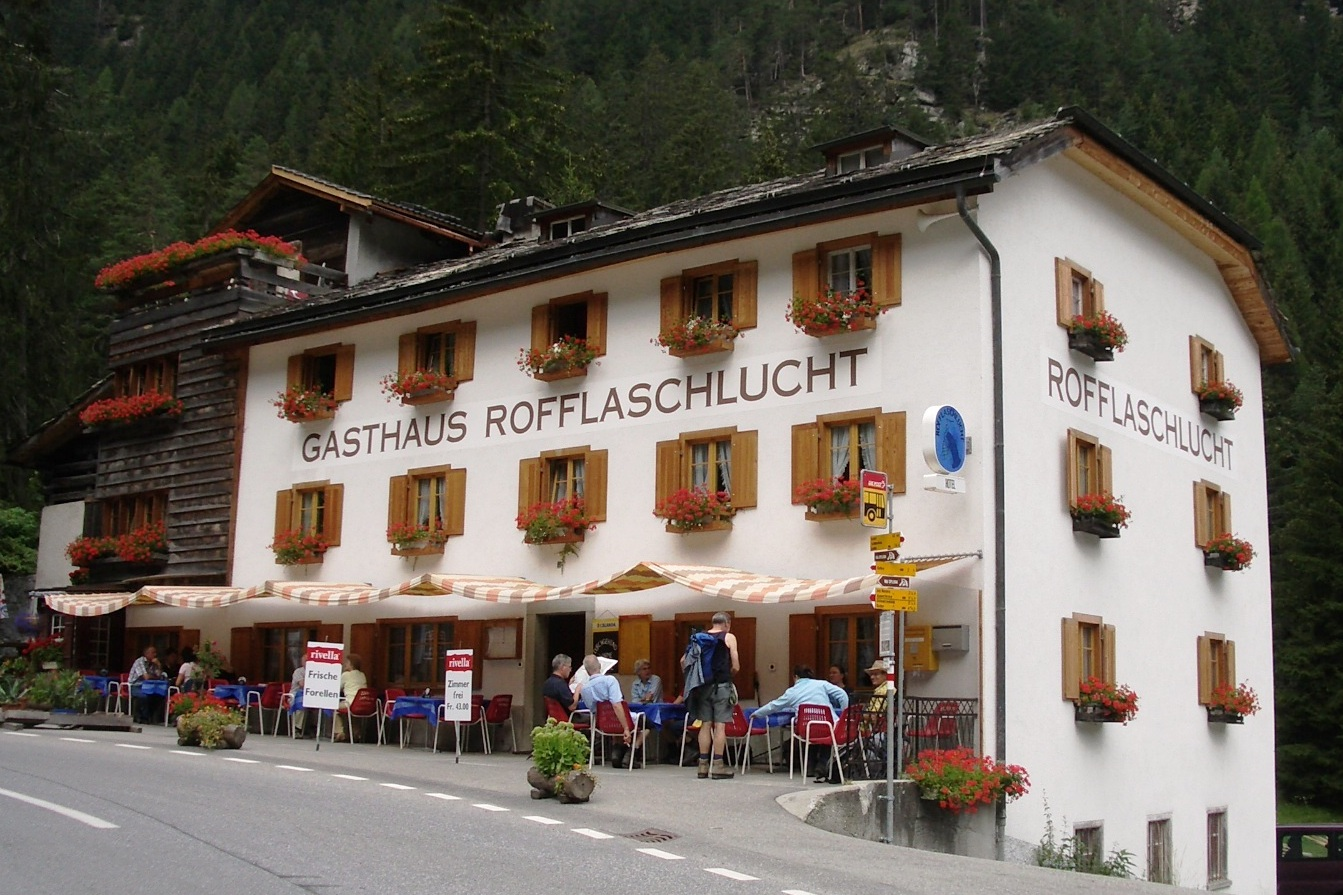
Vue de l'auberge Rofflaschlucht.
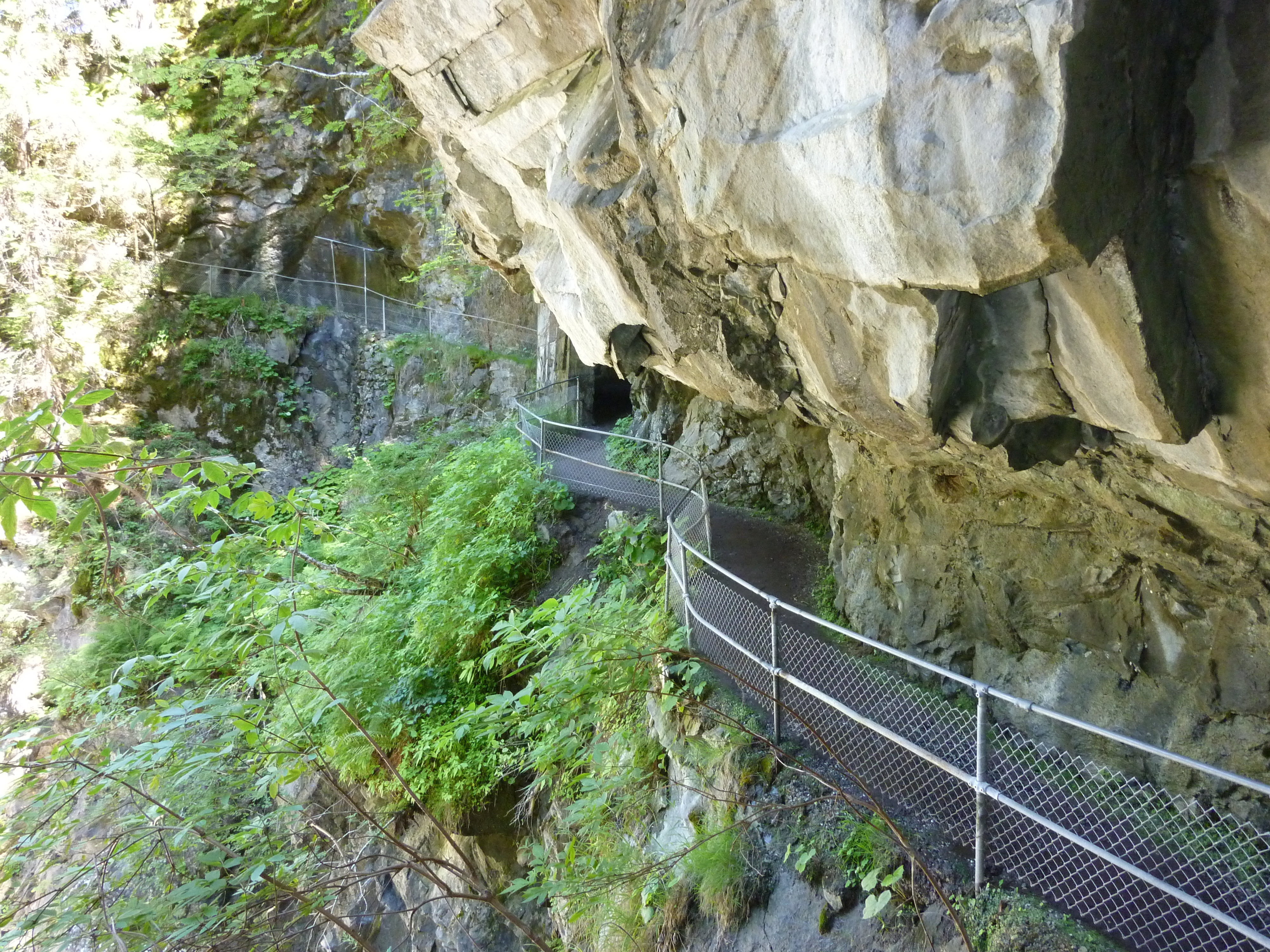
La galerie construite entre 1907 et 1914, par la famille Melchior-Pitschen.
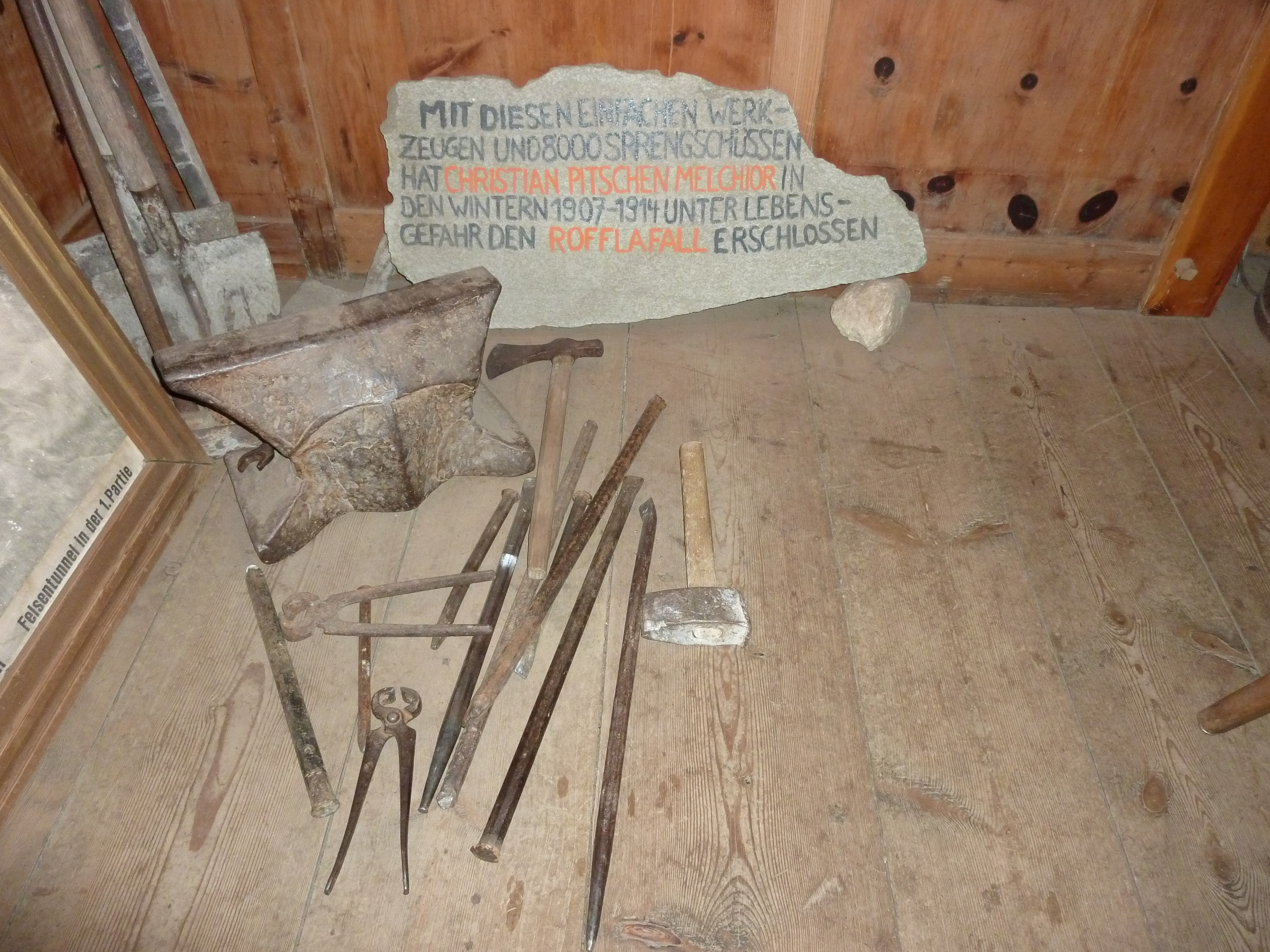
Les outils utilisés à la création de la galerie.

## Activités

### Randonnée
Deux sentiers passent par les gorges : le sentier de randonnée culturelle de la Via Spluga et le Walserweg Graubünden.